# 起司濃湯

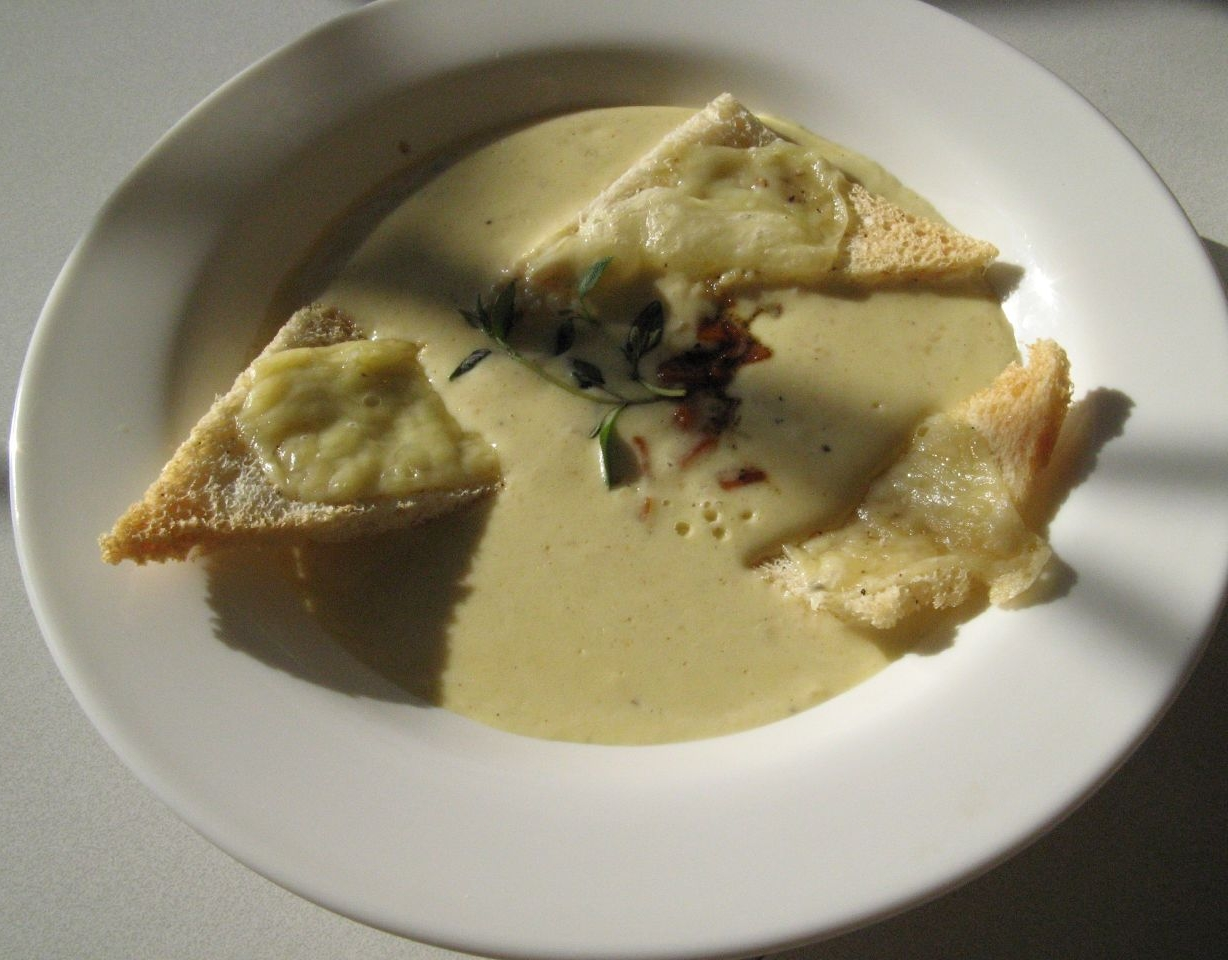
餐廳供應含四種起司的濃湯

起司濃湯的主材料是起司，與牛奶、清湯或高湯一起作濃湯基底。可以添加多種其它材料，也有各式形態各異的起司濃湯。這是美國、哥倫比亞、墨西哥、瑞士以及西藏飲食中，都可以見到類似的食品。大量生產的起司濃湯可能加入了食品添加物促進保存與增添風味。

## 概觀

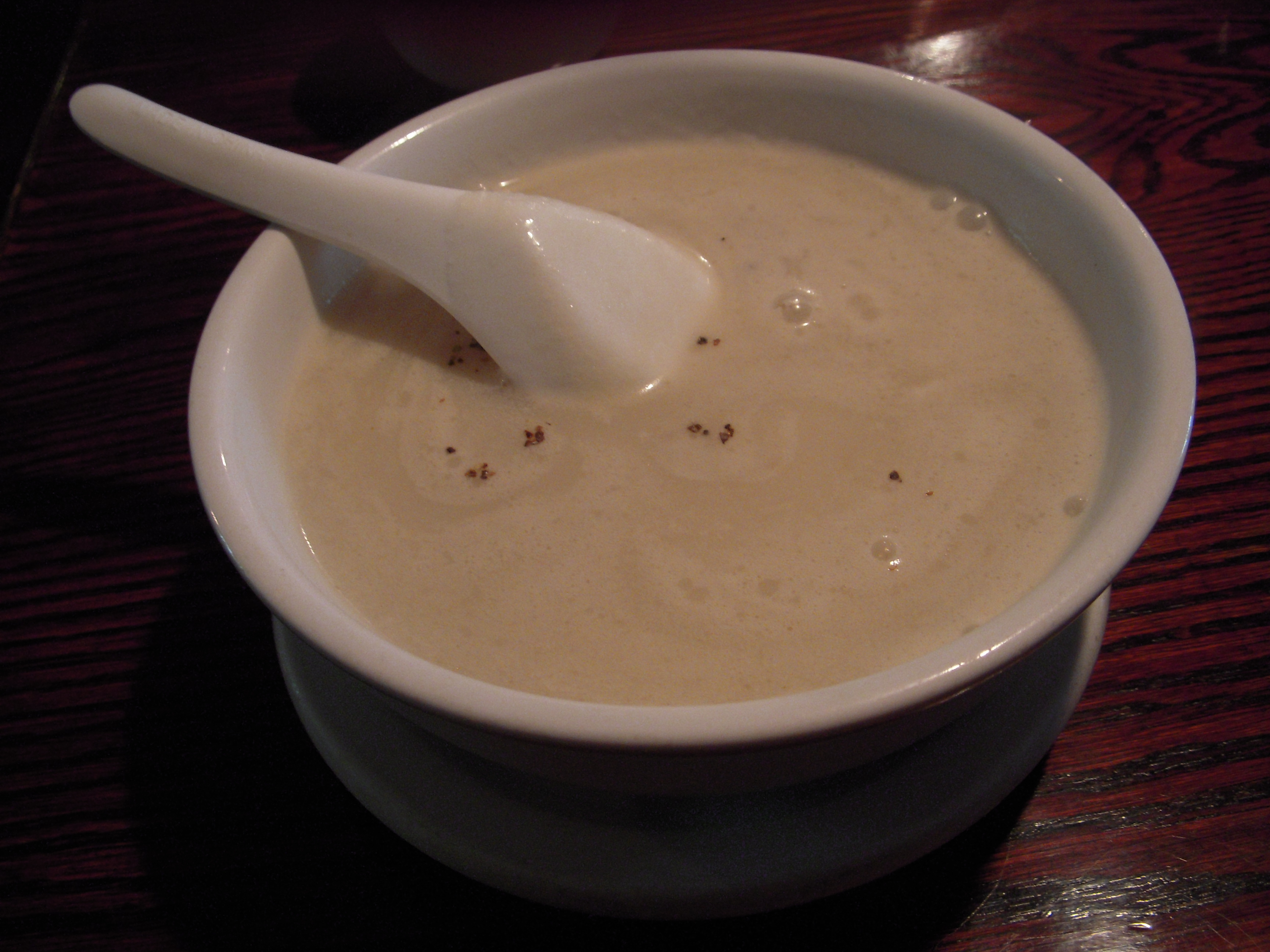
餐廳供應的，用藍紋起司製作的奶酪糊（Churu）

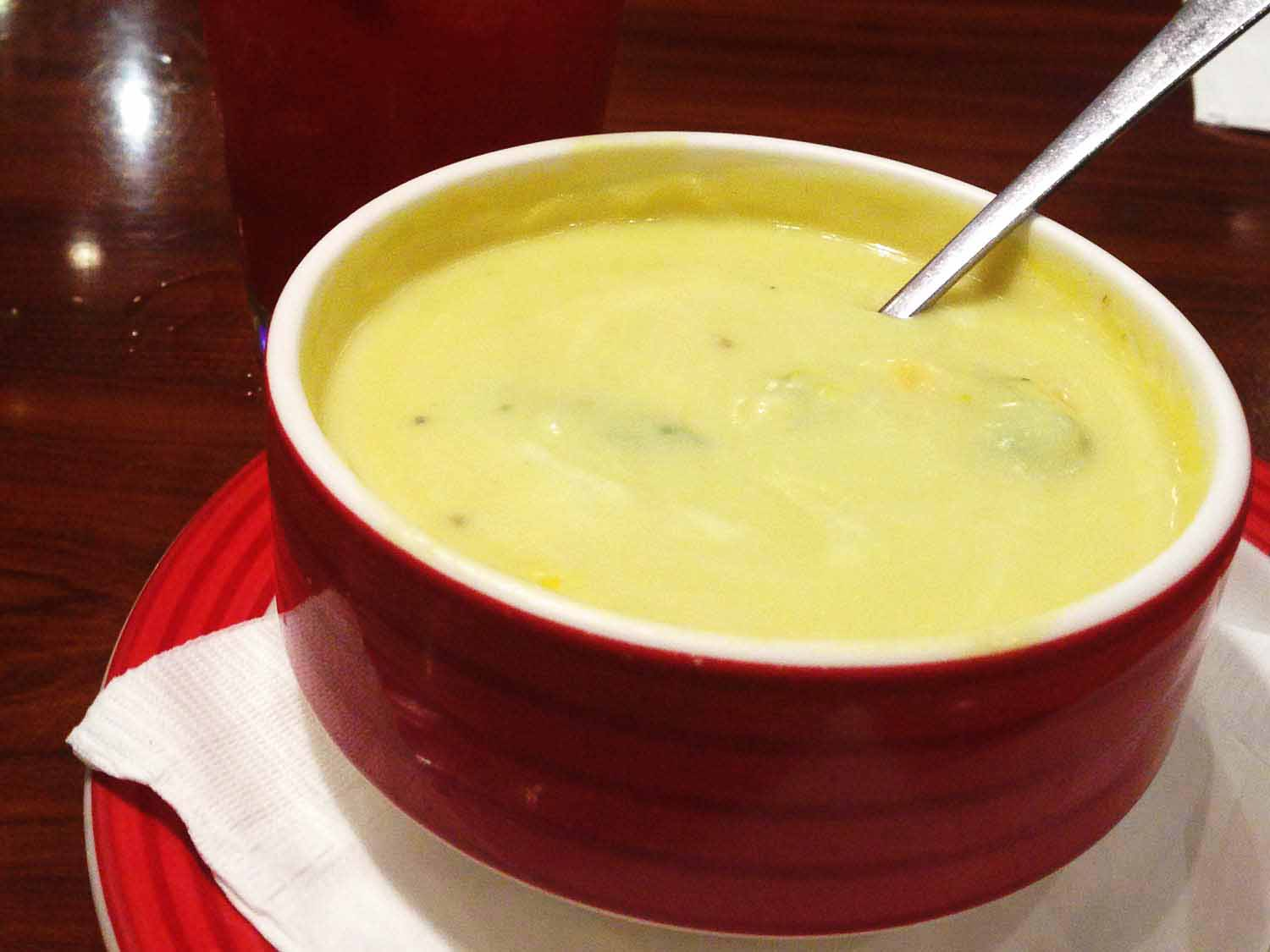
花椰菜起司濃湯

起司濃湯存在於各地飲食中，如：美國飲食、哥倫比亞飲食、墨西哥飲食、瑞士飲食以及西藏飲食。「Mote de queso」是哥倫比亞科爾多瓦省的傳統起司濃湯。西班牙語中「起司濃湯」是「sopa de queso」，1893年的一份墨西哥食譜中就收錄了這道菜。瑞士的起司濃湯稱為「Kassuppe」，是瑞士中部的特色菜。「Churu 」則是西藏的起司濃湯，所有用起司就稱為「churu」。

### 材料
起司是起司濃湯的主材料，通常會削成絲或小塊。可以使用硬質的起司如：切達起司、格呂耶爾起司與帕馬森起司；也可使用軟質起司：農家起司、高達起司、莫恩斯特起司、克索布蘭可起司、奇瓦瓦起司等。 起司可以增添湯的風味和營養價值。加工起司（維菲塔起司也是）有時候會用以代替天然起司，例如經過巴氏殺菌的起司和使用巴氏殺菌起司的食物。一些風味濃郁的起司濃湯可能含有較多的脂肪，可能添加了高脂肪的材料如：奶油和鮮奶油，還有起士裡的脂肪。可以改用低脂或零脂起司、零脂牛奶及零脂高湯等，以降低湯品的脂肪含量。
牛奶和／或清湯如：雞清湯或高湯是起司濃湯的液體基底。其餘材料包括：半對半鮮奶油、啤酒、麵包屑、奶油、蛋、洋蔥、洋蔥汁、大蒜，蔬菜則有花椰菜、青花菜、胡蘿蔔和芹菜、香料、調味料等。培根碎、啤酒和碎花椰菜等可以增添起司濃湯的風味。有時會灑上麵包丁。

### 烹調
起司濃湯如果直接加熱很容易燒焦，因此有時會用隔水燉鍋烹調以避免燒焦。起司濃湯也可以用隔水燉鍋來重複加熱。

### 大量生產
大量生產的起司濃湯可能含有添加物以促進風味或保存。例如： 某些大量生產的起司濃湯為了增添風味，含有修飾奶油脂的成分。一些大量生產的起司濃湯也會使用果膠中的膠質代替脂肪。

## 起司濃湯列表
- 啤酒起司濃湯[33][34]
- 藍紋起司濃湯 – 愛爾蘭飲食與其它飲食[35][36][37]
- 青花菜起司濃湯[26][38]

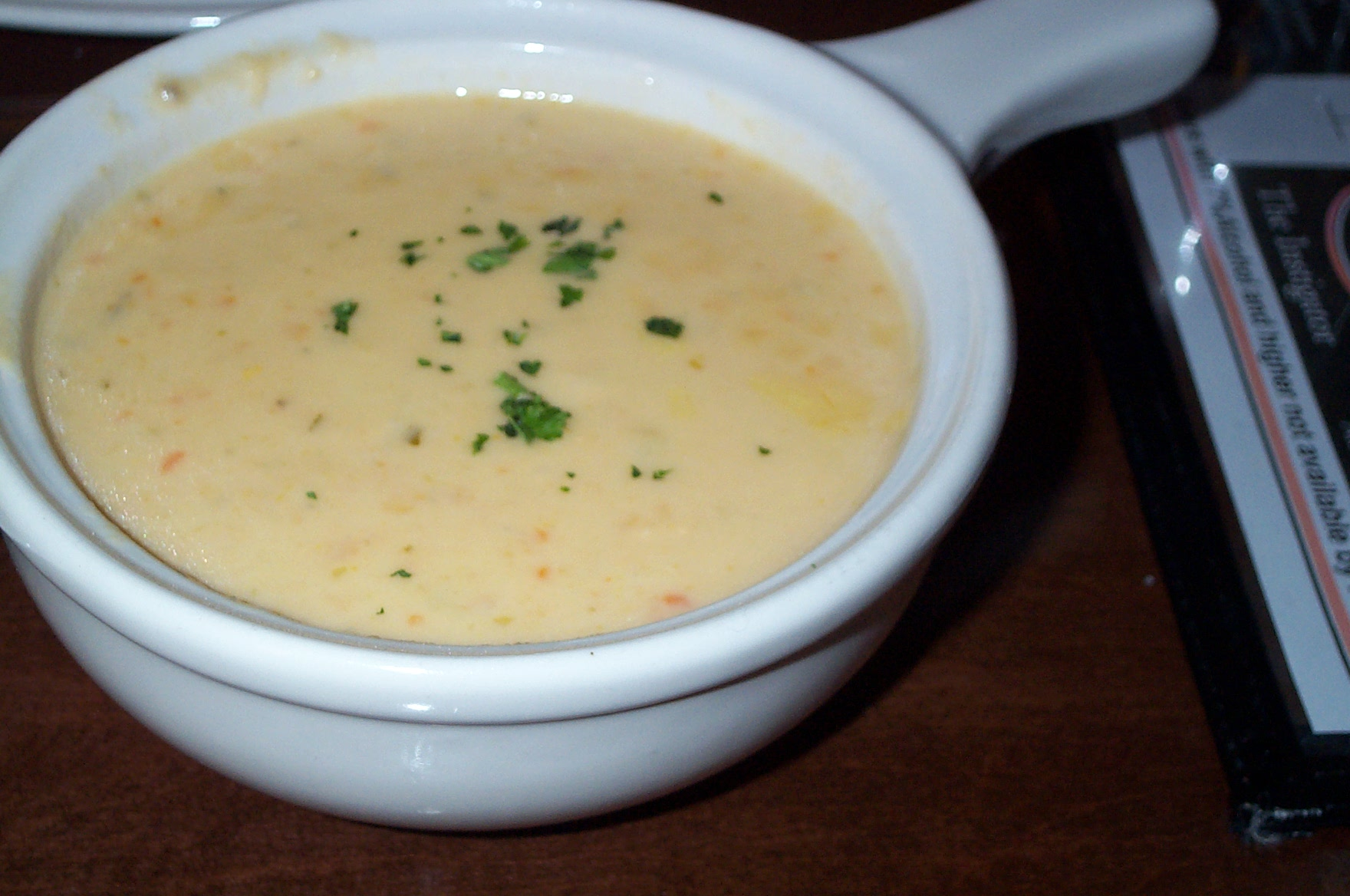
啤酒起司濃湯

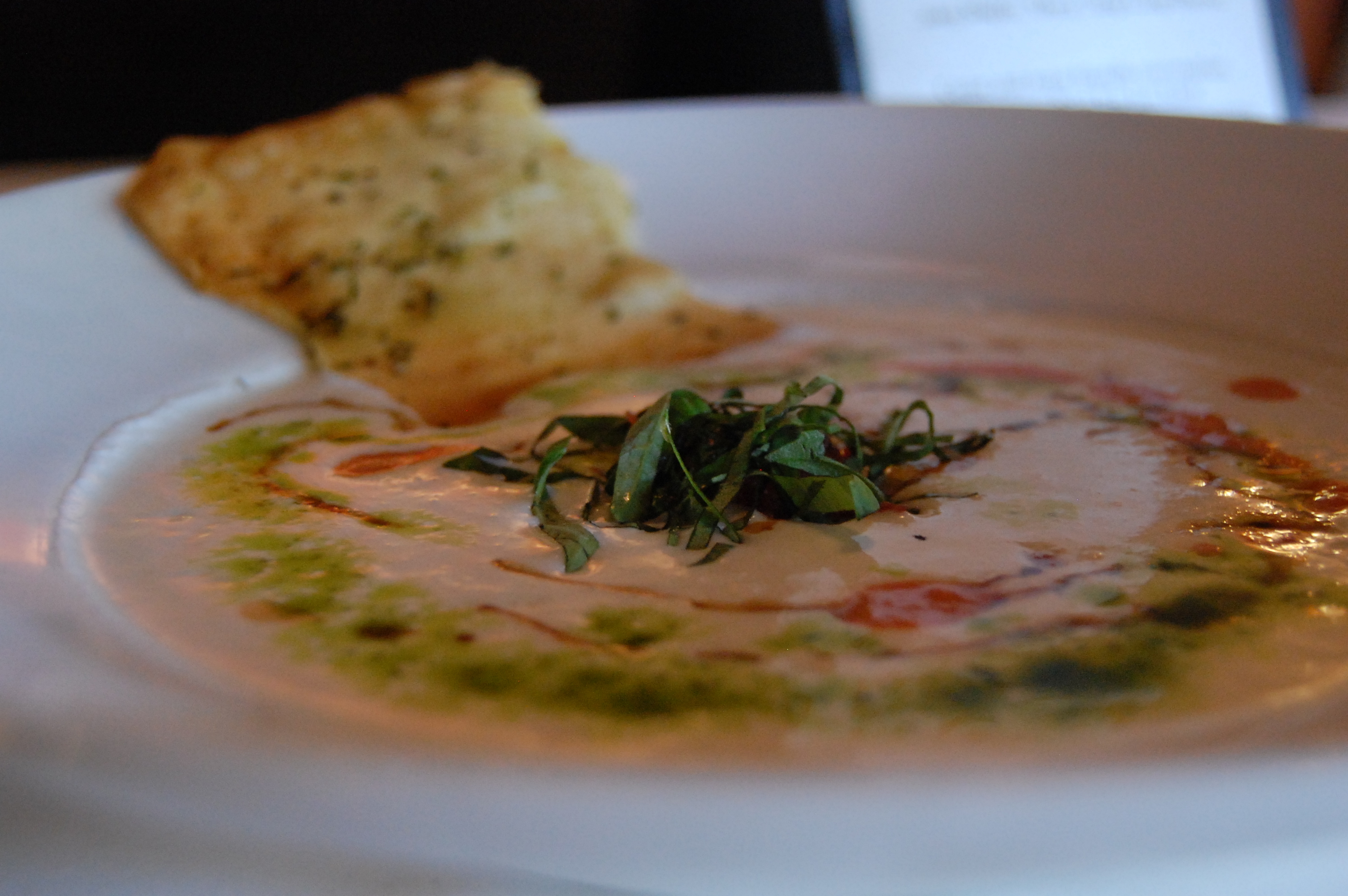
莫札瑞拉濃湯

- Caldo de queso – 索諾拉州的起司濃湯[39]
- 花椰菜起司濃湯[40][41][42]
- 切達起司濃湯[1] – 有公司大量生產濃縮的濃湯。[43]也可以從頭到尾自製。[26]
- 起司漢堡濃湯[44][45]
- Churu – 西藏的起司濃湯，以西藏的黴菌熟成起司「Churu」製成。[6][46][47] 湯和起司的名字都是「Churu 」。[46]湯裡會添加羊肉。[7]偶爾會用藍紋起司代替「Churu」起司。[46]
- 茅屋起司濃湯[48][49]
- 奶油起司濃湯[50][51]
- 鮮奶油起司濃湯[27][52]
- Mote de queso – 哥倫比亞的起司巧達濃湯，以山芋和起司為主材料。[53][54] 有時會選用農夫起司。這是哥倫比亞科爾多瓦省的傳統菜餚。科爾多瓦省人認為這道菜是佳餚，並且是由祖先代代相傳的傳統菜餚，因此具有歷史地位。[8]

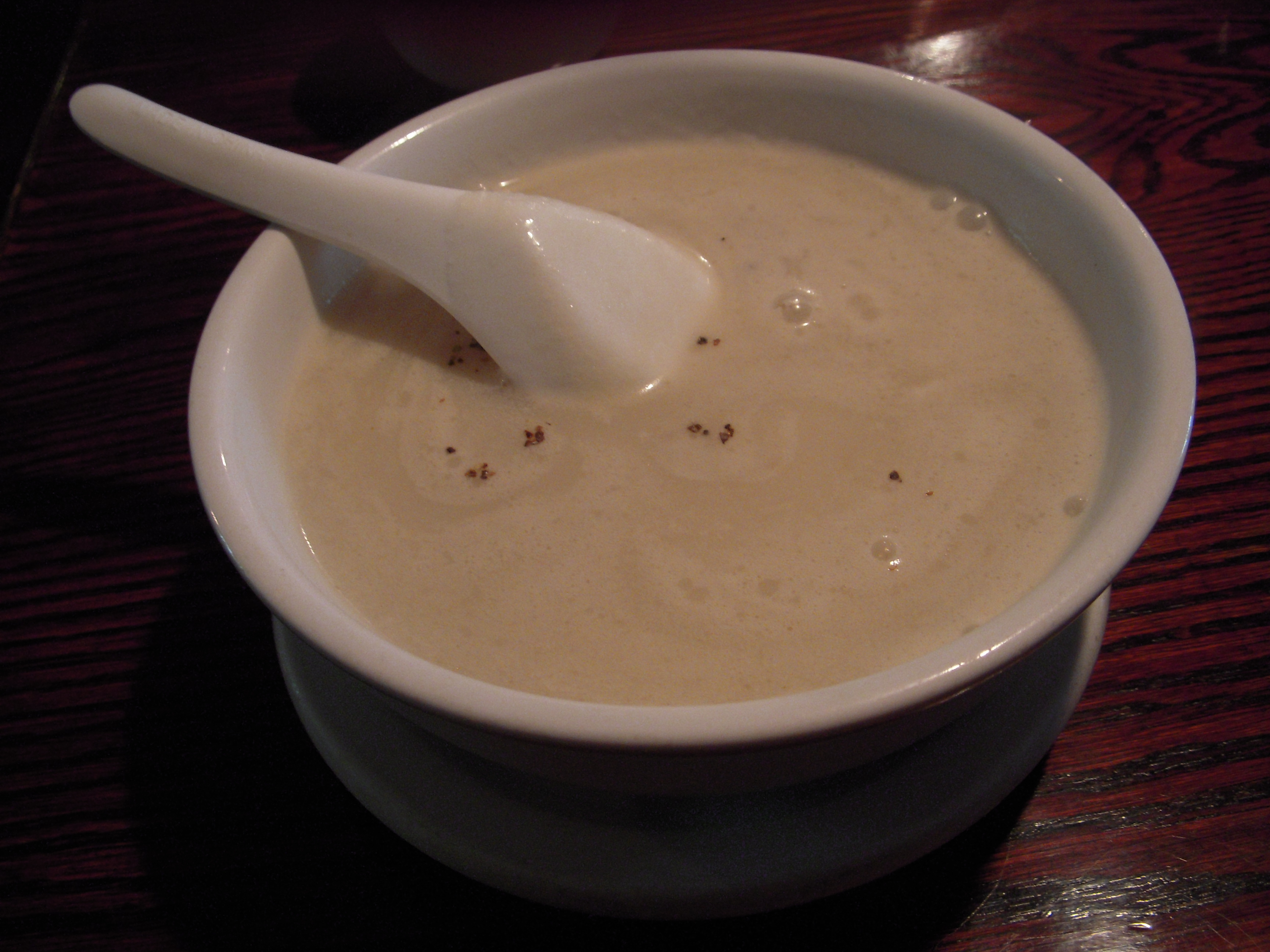
餐廳供應的，用藍紋起司製作的奶酪糊（Churu）

- 莫札瑞拉濃湯[55][56]
- 玉米片起司濃湯[57][58]
- 帕馬森起司濃湯[59]